# Ołeksij Peczerow
Ołeksij Peczerow, ukr. Олексій Печеров (ur. 8 grudnia 1985 w Doniecku) – ukraiński koszykarz, grający na pozycji centra.

## NBA
Ołeksij Peczerow został wybrany przez Washington Wizards w drafcie z numerem 18. Zawodnik podpisał kontrakt z Wizards 5 lipca 2007 roku.
23 czerwca 2009 Peczerow został wymieniony do Minnesoty Timberwolves razem z Etanem Thomasem, Dariusem Songaila i prawem do draftu za Randy'ego Foye i Mike'a Millera.
Podczas trzech sezonów spędzonych w NBA Peczerow zdobywał średnio 3,9 punktu i 2,4 zbiórki na mecz w 9,4 minuty.

## Serie A
Obecnie Ołeksij Peczerow występuje w zespole Olimpia Milano, grającym w Serie A i Eurolidze.

## Rekordy
- Punkty: 24 vs Boston Celtics – 4 listopada 2009
- Zbiórki: 10 – czterokrotnie
- Asysty: 3 – dwukrotnie
- Przechwyty: 2 – dwukrotnie
- Bloku: 2 – dwukrotnie
- Minuty na boisku: 39 vs Orlando Magic – 16 kwietnia 2008